# Lyne Cohen-Solal
Pour les articles homonymes, voir Cohen-Solal.
Lyne Cohen-Solal, née le 18 janvier 1947 à Alger, en Algérie, est une journaliste et femme politique française.
Membre du Parti socialiste (PS) depuis 1974, elle est depuis 2001 conseillère d'arrondissement du 5e arrondissement de Paris, et, entre 2001 et 2014, conseillère de Paris et adjointe au maire de Paris chargée du commerce, de l’artisanat, des professions indépendantes et des métiers d’art.

## Études et carrière
Diplômée en droit et en sciences économiques à Paris, puis de l’Institut des sciences politiques[réf. nécessaire], Lyne Cohen-Solal opte pour une carrière de journaliste économique. Elle a travaillé pendant quinze ans pour l’hebdomadaire Le Nouvel Économiste et a enseigné en même temps au CELSA les relations avec la presse.
Elle entre au cabinet du Premier ministre Pierre Mauroy en 1982 où elle travaille à la cellule discours, puis au service de presse. 
Après une brève interruption d'un an où elle suit son mari aux États-Unis, Pierre Mauroy la recrute de nouveau pour travailler sur l’Internationale socialiste et la fédération des villes jumelées. Elle suit l'ancien Premier ministre quand celui-ci prend la direction du Parti socialiste où elle crée en janvier 1989 Vendredi, l’hebdomadaire des socialistes. Elle en assure la rédaction en chef pendant plus de six ans.
Lors de la campagne présidentielle de 1995, elle dirige le service de presse du candidat Lionel Jospin.
Elle est chargée de mission au cabinet de Christian Sautter, ministre de l'Économie, des Finances et de l'Industrie de 1999 à 2000.

## Carrière politique
En 1997, elle est candidate à la députation, contre le maire de Paris RPR de l'époque Jean Tiberi, dans la 2e circonscription et est battue.
Face aux suspicions d'irrégularités soulevées par le Canard enchaîné avant même le scrutin, elle porte plainte contre X pour fraudes électorales devant le tribunal de grande instance de Paris. Elle dépose un recours en nullité devant le Conseil constitutionnel. En février 1998, ce dernier constate effectivement l'existence de manœuvres frauduleuses mais ne prononce pas la nullité de l’élection car elles n'ont pas eu un impact décisif sur le résultat de l'élection.
En 1998, lors des élections régionales, elle est présente en troisième place sur la liste de la gauche plurielle conduite par Jean-Paul Huchon qui fait basculer pour la première fois à gauche la région Île-de-France. Conseillère régionale, elle est désignée présidente de la commission Environnement et est également chargée de mener une réflexion sur l’amélioration et le développement de la démocratie et de la citoyenneté dans la région.
À l’approche des élections municipales parisienne de 2001, elle est partisane de la candidature de Jack Lang dans la campagne interne à la mairie de Paris. À la suite du retrait de celui-ci, elle se rallie finalement à celle de Bertrand Delanoë, dont elle devient un des deux porte-parole pendant la campagne officielle aux élections municipales de 2001. Elle conduit la liste PS « Changeons d’ère » de Bertrand Delanoë dans le 5e arrondissement face au maire de Paris sortant, Jean Tiberi, et au candidat officiel du RPR (liste Philippe Séguin), Henri Guaino (qui obtient 9 % des voix au premier tour).
Battue avec 46,57 % des suffrages, elle devient cependant conseillère d’arrondissement dans le 5e et conseillère de Paris (la première fois pour la gauche). Le maire de Paris lui confie le poste d’adjointe au maire de Paris chargée du commerce, de l’artisanat, des professions indépendantes et des métiers d’art.
Elle est désignée par le Conseil de Paris membre du conseil d'administration de l'ESPCI ParisTech, du Muséum national d'histoire naturelle, et de nombreux établissements d’enseignement. Elle préside depuis 2004 la SEM Parisienne de Photographie.
En juin 2002, elle représente le PS aux élections législatives, toujours dans la 2e circonscription et est une nouvelle fois battue par Jean Tiberi.
En 2006, elle prend position pendant la campagne interne au PS en faveur de Ségolène Royal, candidate à la présidence de la République.
Lors des élections législatives des 10 et 17 juin 2007, où elle est opposée pour la troisième fois à Jean Tiberi, elle obtient 27,70 % des voix (29,42 % dans le 5e arrondissement) contre 43,30 % au député sortant Jean Tiberi (42,15 % dans le 5e arrondissement) et 16,16 % au candidat du MoDem, Christian Saint-Étienne (14,87 % dans le 5e). Au second tour, elle obtient 47,34 % des voix (dont 48,95 % dans le 5e) contre 52,66 % à Jean Tiberi.
Lors des élections municipales du 9 et 16 mars 2008, de nouveau candidate pour le Parti socialiste dans le 5e comme tête de la liste « Paris un temps d’avance » conduite par Bertrand Delanoë, elle obtient au premier tour 34,67 % des voix contre 37,94 % à Jean Tiberi, candidat à un cinquième mandat. Elle refuse la fusion de sa liste avec celle du MoDem. Elle obtient au second tour 44,1 % des voix contre 45 % au maire sortant de l'arrondissement (réélu) et 10,9 % des voix au candidat du MoDem, Philippe Meyer. L’écart des voix qui la sépare du sortant n’est alors que de 225 sur plus de 25 000 votants. Réélue conseillère de Paris, elle est de nouveau reconduite par Bertrand Delanoë comme adjointe au maire de Paris, chargée du commerce, de l'artisanat, des professions indépendantes et des métiers d'art.
En janvier 2015, elle se voit confier une mission sur le secteur de la mode par le ministre chargé de l'Économie Emmanuel Macron et par la ministre de la Culture, Fleur Pellerin. Le rapport intitulé « Avec intelligence et talent au bout des doigts : la mode, industrie de créativité et  moteur de croissance » est publié le 17 décembre 2015. Elle formule plusieurs recommandations : Créer des synergies. Améliorer les formations publiques. Créer un véritable système de financement pour les jeunes créateurs. Négocier avec les promoteurs immobiliers pour permettre l'installation des créateurs dans les centres commerciaux. Développer les services pour la Paris Fashion Week.

## Partie civile dans l'affaire des faux électeurs du5earrondissement
L'instruction dans l'affaire dite des faux-électeurs du 5e arrondissement a débuté en 1997 à la suite d'une plainte de Lyne Cohen-Solal qui dénonçait de multiples inscriptions et radiations douteuses sur les listes électorales qui ont servi lors des élections municipales de juin 1995 et des législatives de mai-juin 1997.
Après plus de dix ans d'enquête, le 14 février 2008, les juges d'instruction chargés de cette enquête sur les faux électeurs du Ve arrondissement ont, sans attendre le réquisitoire du parquet, décidé de renvoyer Jean Tiberi, son épouse Xavière et neuf autres prévenus devant le tribunal correctionnel de Paris[14]. Le procureur requiert alors contre Jean Tiberi une peine d'inéligibilité d'une durée de cinq ans, un an de prison avec sursis, ainsi que 10 000 euros d'amende,,.
Le Conseil constitutionnel, saisi par Lyne Cohen-Solal en 2000 pour vérifier la légalité de l'élection de Jean Tiberi en 1997, avait par ailleurs reconnu l'existence de manœuvres frauduleuses, en considérant toutefois qu'elles n'étaient pas en mesure d'avoir modifié le résultat de l'élection. Le journal Le Monde, dans un article du 30 mars 2024, affirme que le Conseil constitutionnel a délibérément fermé les yeux sur cette fraude
Lyne Cohen-Solal était partie civile, aux côtés d'autres, lors du procès devant le la 16e chambre du tribunal correctionnel de Paris qui a rendu, le 27 mai 2009, son jugement et condamné Jean Tiberi à 10 mois de prison, 10 000 euros d'amende et 3 ans d'inéligibilité,. En mars 2013, la cour d'appel de Paris confirme le jugement précédent et condamne Jean Tiberi à 10 mois de prison avec sursis, 10 000 euros d’amende et 3 ans d'inéligibilité.

## Condamnation pour emploi fictif
À la suite de la plainte déposée par Jean Tiberi, maire de Paris, au procureur de la République de Paris fin 1997 sur la base de photocopies de bulletins de salaires volés, une enquête pour emploi fictif est diligentée contre Lyne Cohen-Solal par le parquet. Son adversaire l'accuse d'avoir bénéficié en 1992 d'un emploi fictif comme attachée de presse au cabinet de Pierre Mauroy pendant huit mois à la présidence de la communauté urbaine de Lille (pour le salaire de 1 500 euros par mois), alors qu'elle était rédactrice en chef de l'hebdomadaire Vendredi à Paris. L'affaire se termine par un classement sans suite en 1998.
Cependant, en juin 2000, à partir des mêmes documents, Lyne Cohen-Solal fait l'objet, avec Pierre Mauroy, d'une plainte d'Éric Darques, un contribuable lillois, membre fondateur de l'association Anticor, pour détournement de fonds publics. Après un avis sans suite donné par la Chambre régionale des comptes, elle est mise en examen, mais pour recel d'abus de confiance, en 2004. La décision lilloise rejetant cette plainte est contestée devant la Cour de cassation. Une seconde enquête suit et le procureur propose, le 14 octobre 2009, un non-lieu général. Lyne Cohen-Solal, Pierre Mauroy et l'ancien directeur de cabinet de celui-ci, Bernard Masset, sont néanmoins renvoyés devant le tribunal correctionnel de Lille le 3 mai 2010.
Le vendredi 4 février 2011, Lyne Cohen-Solal et Pierre Mauroy sont condamnés au civil par le tribunal correctionnel à indemniser à hauteur de 19 654 euros la communauté urbaine de Lille, soit la totalité des salaires perçus, charges comprises, profitant au pénal d'une amnistie automatique en raison d'une loi votée à l'occasion de l'élection du président de la République,,.
Pierre Mauroy et Lyne Cohen-Solal font alors appel du jugement les condamnant au civil (soit la condamnation à rembourser près de 20 000 euros à la communauté urbaine). Le 15 décembre 2011, la 6e chambre correctionnelle de la Cour d'appel de Douai non seulement confirme le jugement du tribunal correctionnel de Lille, condamnant Lyne Cohen-Solal à rembourser à la communauté urbaine de Lille les salaires indûment perçus, mais assortit en plus les condamnations prononcées à des intérêts à verser sur les sommes dues, calculés à compter du jugement de première instance et majore l'indemnisation de la partie civile pour les frais de procédure.

## Engagement intellectuel
En février 2012 Lyne Cohen-Solal est l'une des signataires de la tribune « Français juifs et de gauche » publiée dans Libération, qui dénonce le racisme et l'antisémitisme.

## Famille
Son frère, Jean-Martin est directeur général de la Mutualité française. Sa sœur, Annie, écrivain et professeur d'études américaines à l'université de Caen, a publié chez Gallimard la biographie de Sartre en 1990, puis en 2000 un essai sur la peinture américaine, Un jour ils auront des peintres, et en novembre 2009, la biographie du marchand d'art et galeriste Leo Castelli, Leo Castelli et les siens.

## Publications
Elle est l’auteur de trois ouvrages :
- Les Nouveaux Socialistes, éditions Téma, 1977 ;
- Le Tunnel sous la Manche, chronique d’une passion franco-anglaise, éditions La Manufacture, 1987 ;
- Main basse sur Paris, éditions Albin-Michel, 1998.

## Décorations
- Officier de l'ordre des Arts et des Lettres. Elle est promue au grade d’officier le 10 février 2016[37].